# Coussin
Pour les articles homonymes, voir Coussin (homonymie).
 (avril 2023).

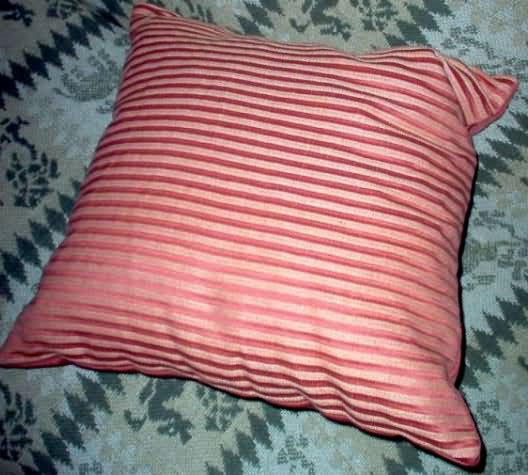
Coussin.

Un coussin est une sorte de sac cousu de tous les côtés et rempli historiquement de plumes, de bourre, de crin, de laine, de kapok, ou de diverses fibres végétales. Désormais le rembourrage est souvent fait de mousse synthétique déchiquetée ou de fibre plastique. Il a une fonction décorative mais aussi de confort sur les canapés et les lits. 
Il peut améliorer le confort d'une personne assise sur une chaise ou dans un fauteuil, il permet de s’appuyer ou d'y poser par exemple les pieds. Dans certaines régions, le terme générique de « coussin » est employé pour désigner l'oreiller, coussin particulier de literie destiné seulement à la tête.  
À l'extérieur, les coussins sont utilisés pour les chaises longues et ils étaient, autrefois, utilisés pour s'asseoir dans l'herbe en cas d'humidité ou pour éviter les morsures d'insectes.
Le coussin est un meuble utilisé depuis très longtemps, dans les palais et les maisons luxueuses durant le Moyen Âge. À cette époque, ils étaient souvent de grande taille et fabriqués en cuir, assez durs pour être utilisé comme siège. Avec le temps et les tendances nouvelles, les coussins sont devenus beaucoup plus petits.
En effet, les coussins étaient utilisés comme sièges pour les grandes occasions, en France et en Espagne il y a longtemps.
On trouve encore cette tradition du coussin utilisé comme seul siège dans le Maghreb et le Moyen-Orient traditionnel. Les années 1960 ont vu naître des coussins ventrus, remplis de billes de polystyrène expansé qui sont restés le fauteuil symbole des années « baba-cool ». 
Le coussin d'allaitement ou de maternité est un gros oreiller en forme de fer à cheval ou de boomerang qui permet de caler le dos ou le ventre des femmes enceintes. Plus tard il est utilisé pour blottir le bébé dans une position confortable pour l’allaitement.
Un coussin peut être un support luxueux, par exemple lors d'un mariage, la demoiselle d'honneur présente les alliances sur un petit coussin de soie brodée ; lors d'une inauguration, un enfant présente les ciseaux sur un coussin aux officiels qui vont couper le ruban.

## Emballage
Cette utilisation rejoint la notion d'élément d'emballage. En effet, le coussin peut être un accessoire pour caler un objet de luxe (carafe en cristal par exemple) dans un colis. Il existe des petites machines qui à partir d'un rouleau de film plastique fabriquent à volonté des coussins gonflés à l'air, en chapelet, pour protéger des articles fragiles. Dans un semi-remorque, on dispose parfois d'énormes coussins gonflables (réutilisables) entre les palettes de marchandise et les parois pour stabiliser la charge et amortir les secousses du transport.